# Pardosa bidentata
Pardosa bidentata este o specie de păianjeni din genul Pardosa, familia Lycosidae, descrisă de Franganillo, 1936.
Este endemică în Cuba. Conform Catalogue of Life specia Pardosa bidentata nu are subspecii cunoscute.